# Aru-Inseln
Die Aru-Inseln (indonesisch Kepulauan Aru) sind eine indonesische Inselgruppe etwa 150 km südlich von Neuguinea in der Arafurasee und gleichzeitig ein 2003 gebildeter Regierungsbezirk.

## Geographie
Die Inselgruppe besteht aus etwa 95 flachen Inseln mit einer Gesamtfläche von 8.563 km², deren Hauptinseln nur durch schmale Wasserstraßen getrennt sind. Die Inseln haben etwa 128.489 Einwohner (Fortschreibung Mitte 2022), der Hauptort ist die Hafenstadt Dobo (auch Dobbo geschrieben) im Westen der Inselgruppe. Politisch gehören die Aru-Inseln zur indonesischen Provinz Maluku, geographisch befinden sie sich jedoch auf dem Arafura-Sockel, der Teil des Sahul-Kontinentalschelfs ist. Daher ist das Meer zwischen den Aru-Inseln und Neuguinea im Norden und Osten sowie Australien im Süden meist keine 100 m tief, während es zu den nur 120 km westlich gelegenen Kei-Inseln über 2.000 m Tiefe erreicht.

### Inseln
Die größten Inseln von Nord nach Süd sind:
- Kola – 270 km²
- Tanahbesar (Wokam) – 1.604 km²
- Kobroor – 1.723 km²
- Maikoor – 398 km²
- Koba – 386 km²
- Trangan – 2.149 km²

- östlich der Hauptgruppe
  - Penambulai – 125 km²
  - Workai – 152 km²

## Flora und Fauna
Die Flora und Fauna der großteils von tropischem Regenwald sowie von Savannen und Mangroven bedeckten Inseln ist ähnlich derjenigen Neuguineas. Einige Arten kommen nur auf den Aru-Inseln vor. Sie ist auch Heimat der Weißnackenfasantaube, einer Unterart der Fasanentaube.

## Geschichte
Die Aru-Inseln haben eine lange Geschichte als Handelsstation im Osten Indonesiens. Vor der Kolonialzeit bestanden enge Handelsverbindungen mit den Banda-Inseln, Bugis und Makasar. Die Inseln wurden ab 1623 von den Niederländern kolonisiert. Der Handelsposten wurde von der Niederländischen Ostindien-Kompanie verantwortet. 1857 besuchte der Naturwissenschaftler Alfred Russel Wallace die Inseln. Er hielt sich zunächst in Dobo auf, war jedoch mit diesem Standort unzufrieden, weil er hier zu wenig Tierarten vorfand, die er zu sammeln wünschte. Er ließ sich schließlich auf Maikoor nieder, einer weiter im Inneren gelegenen Insel der Inselgruppe. Die Tierarten, die er hier vorfand, ließen ihn später darauf schließen, dass die Aru-Inseln während der letzten Eiszeit eine Landbrücke mit Neuguinea aufgewiesen haben müssen. Seine Sammlung wies den sonst nur in Neuguinea vorkommenden Königs-Paradiesvogel auf sowie vier Falken, zwölf Tauben, dreizehn Schnäpper, zehn Papageien, eine Baumschwalbe, drei Arten von Würgern, zwei Pittas, fünf Nektarvögel und elf Liestarten. Daneben hatte er Kakadus und Kasuare beobachtet. Die Vogelfauna der Aru-Inseln wies damit einen Artbestand auf, der westlich der Aru-Inseln fehlte. Auffallend war auch die Abwesenheit anderer Tierfamilien. So fehlten Raubtiere, Nagetiere, Primaten und Huftiere. Außer Fledermäusen und Schweinen waren alle Säugetiere der Aru-Inseln Beuteltiere.
Dobo, die Handelsstation auf der kleinen Insel Wamma im Nordwesten der Inselgruppe, entwickelte sich im Verlauf des 19. Jahrhunderts zu einem wichtigen regionalen Handelsort. Dobo war durch einen Kanal zugänglich, der ankommenden Booten eine ungefährdete Passage durch die angrenzenden Korallenriffe bot. Der Wasserkanal, an dem Dobo lag, bot auch einen ruhigen Ankerplatz, wenn die Monsunwinde bliesen. Auf Grund des ständig wehenden Windes war die Siedlung relativ frei von Malaria. Im Zeitraum von 1880 bis 1917 wehrte sich jedoch die indigene Bevölkerung zunehmend gegen diesen Einfluss von außen.

## Verwaltungsgliederung
Durch das Gesetz  Nr. 40 des Jahres 2003 wurden die Aru-Inseln als eigener Regierungsbezirk aus dem Regierungsbezirk Südostmolukken (indonesisch Kabupaten Maluku Tenggara) ausgegliedert, ursprünglich mit den drei Kecamatan (Distrikten) Pulau-Pulau Aru, Aru Tengah und Aru Selatan.
2022 umfasste der Regierungsbezirk zehn Kecamatan mit 119 Dörfern (Desa). Zwei der Dörfer hatten als Kelurahan städtischen Charakter, sie liegen im Kec. Pulau-pulau Aru: Galai Dubu und Siwa Lima.
| Code 1   | Kecamatan Distrikt      | Ibu Kota Verwaltungssitz | Fläche (km²) | Einwohner Census 2010 2 | Volkszählung 2020 | Volkszählung 2020 | Volkszählung 2020 | Anzahl der Dörfer | Anzahl der Dörfer |
| Code 1   | Kecamatan Distrikt      | Ibu Kota Verwaltungssitz | Fläche (km²) | Einwohner Census 2010 2 | Einwohner 3       | 0Dichte 40        | Sex Ratio 5       | Anzahl der Dörfer | Anzahl der Dörfer |
| -------- | ----------------------- | ------------------------ | ------------ | ----------------------- | ----------------- | ----------------- | ----------------- | ----------------- | ----------------- |
| 81.07.01 | Pulau-pulau Aru         | Dobo                     | 907,39       | 36.604                  | 49.020            | 54,02             | 106,2             | 13 / 2            |                   |
| 81.07.02 | Aru Selatan             | Jerol                    | 833,12       | 8.694                   | 7.497             | 9,00              | 104,4             | 15                |                   |
| 81.07.03 | Aru Tengah              | Benjina                  | 1.372,06     | 13.196                  | 13.348            | 9,73              | 110,2             | 22                |                   |
| 81.07.04 | Aru Utara               | Marlasi                  | 531,28       | 11.529                  | 6.195             | 11,66             | 106,2             | 12                |                   |
| 81.07.05 | Aru Utara Timur Batuley | Kobamar                  | 304,78       | –                       | 4.365             | 14,32             | 104,5             | 9                 |                   |
| 81.07.06 | Sir-sir                 | Leiting                  | 528,39       | –                       | 3.197             | 6,05              | 110,9             | 9                 |                   |
| 81.07.07 | Aru Tengah Timur        | Koijabi                  | 659,75       | 4.315                   | 4.914             | 7,45              | 107,8             | 13                |                   |
| 81.07.08 | Aru Tengah Selatan      | Longgar                  | 295,11       | 5.086                   | 5.994             | 20,31             | 108,5             | 7                 |                   |
| 81.07.09 | Aru Selatan Timur       | Meror                    | 516,58       | 4.714                   | 4.039             | 7,82              | 102,5             | 10                |                   |
| 81.07.10 | Aru Selatan Utara       | Tabarfane                | 478,31       | –                       | 3.668             | 7,67              | 109,5             | 7                 |                   |
| 81.07    | Kab. Kep. Aru           | Kab. Kep. Aru            | 6.426,77     | 84.138                  | 102.237           | 15,91             | 106,8             | 117 / 2           |                   |

## Demographie
Zur Volkszählung im September 2020 (indonesisch Sensus Penduduk - SP2020) lebten im Regierungsbezirk Aru-Inseln 137.972 Menschen, davon 67721 Frauen (48,95 %) und 70.251 Männer (50,92 %). Gegenüber dem letzten Census (2010) stieg der Frauenanteil um 0,13 .
Mitte 2022 waren 68,02 Prozent der Einwohner Christen (62.528 Protestanten und 10.250 Katholiken), 31,89 % bekannten sich zum Islam, 0,04 %waren Hinduisten und 0,03 % Buddhisten.
62,86 Prozent oder 67.254 Personen gehörten zur erwerbsfähigen Bevölkerung (15–64 Jahre); 32,93 % waren Kinder und 4,21 % im Rentenalter. Von der Gesamtbevölkerung waren Mitte 2022 57,81 (47,11) % ledig, 38,52 (48,28) % verheiratet, 0,39 (0,49) % geschieden und 3,29 (4,12) % verwitwet. Die geklammerten Kursivzahlen geben den Anteil bezogen auf die Bevölkerung ab 10 Jahre an (85.355).
Der HDI-Index lag 2020 mit 63,71 unter dem Durchschnitt der Provinz (69,49).